# Reinhard Diestel

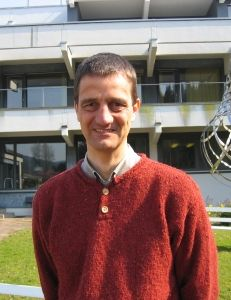
Reinhard Diestel (2007)

Reinhard Diestel (* 1959) ist ein deutscher Mathematiker, der sich mit Graphentheorie beschäftigt.
Diestel war von 1983 bis 1986 Stipendiat und Knights-Preisträger am Trinity College der Universität Cambridge, wo er 1986 bei Béla Bollobás promovierte (Simplicial Decompositions and Universal Graphs). Danach war er bis 1990 Fellow am St John’s College in Cambridge. 1987 habilitierte er sich an der Universität Hamburg. Danach forschte er in den USA und an der Universität Bielefeld und war 1993/94 als Heisenberg-Stipendiat an der Universität Oxford.
Von 1994 bis 1996 war er Professor an der TU Chemnitz. Seit 1996 ist er Professor in Hamburg.
Diestel ist bekannt als Verfasser eines Standardwerks über Graphentheorie.

## Schriften
- Graph Theory, 5. Auflage, Springer 2016, ISBN 978-3-662-53621-6, zuerst 1997, Website mit Online-Version; deutsche Übersetzung Graphentheorie, 5. Auflage, Springer 2016, ISBN 978-3-662-53633-9
- Graph decompositions – a study in infinite graph theory, Oxford University Press 1990